# Санкт-Петербурзький гірничий університет
Санкт-Петербурзький гірничий університет — перший у Росії вищий технічний навчальний заклад, заснований указом імператриці Катерини II 1773 року.
Станом на 2010 рік в університеті навчається понад 7 тис. студентів, ведеться підготовку бакалаврів, дипломованих спеціалістів та магістрів у 13 напрямах за 29 спеціальностями.
На 40 кафедрах і у філіалах університету працюють понад 120 докторів наук і професорів, понад 400 кандидатів наук і доцентів. Ведуться дослідження з основних проблем розвитку сировинної бази країни, раціонального природокористування, розробки прогресивних енергоощадних технологій видобутку і переробки корисних копалин. Університет має унікальні колекції, які містять понад 200 тисяч експонатів з усіх континентів і більш ніж з 80 країн світу.

## Напрями підготовки
- геологія і розвідка корисних копалин,
- гірнича справа,
- металургія,
- технологічні машини і обладнання,
- електротехніка, електромеханіка і електротехнології,
- автоматизація та управління,
- геодезія,
- менеджмент,
- маркшейдерія,
- економіка,
- охорона довкілля,
- землеустрій та кадастри,
- нафтогазова справа,
- хімічна технологія і біотехнологія.

## Структура
В структуру Санкт-Петербурзького державного гірничого університету входять 8 факультетів, військова кафедра та 2 філії:
- Геологорозвідувальний факультет
- Нафтогазовий факультет
- Гірничий факультет
- Гірничо-електромеханічний факультет
- Економічний факультет
- Хіміко-металургійний факультет
- Факультет освоєння підземного простору
- Факультет фундаментальних і гуманітарних дисциплін
- Філія СПДГУ «Воркутинський гірничий інститут»
- Киришська філія (м. Кириши Ленінградської обл.);
- представництва в м. Сланці (Ленінградська обл.) та в м. Шахти (Ростовська обл.).
- Хибинський технічний коледж (м. Кировськ, Мурманської обл.) — на правах філії,
- Санкт-Петербурзький технікум геодезії і картографії — на правах факультету;
- Міжгалузевий науковий центр «ВНИМИ» (ВАТ «ВНИМИ») (перетворений університетом у «Науковий центр геомеханіки і проблем гірничого виробництва»).

## Ректори
- Ємельянов Дмитро Сидорович (1939—1950)

## Відомі випускники
- Доброхотов Микола Миколайович — український радянський науковець-металург, доктор технічних наук.
- Доброхотов Михайло Миколайович — український радянський геолог з рудних родовищ, доктор геолого-мінералогічних наук.
- Маньківський Григорій Ілліч — радянський науковець у галузі гірничої справи, член-кореспондент АН СРСР.
- Шалімов Олександр Іванович — російський радянський письменник-фантаст та вчений-геолог.